# Годвин, Майк
Майкл Уэйн «Майк» Го́двин (англ. Michael Wayne «Mike» Godwin; род. 26 октября 1956) — американский юрист, журналист и писатель, автор закона Годвина.

## Биография
Майк окончил среднюю школу имени Ламара в Хьюстоне. В 1980 году в Техасском университете в Остине он получил степень бакалавра искусств. В 1990 году в правовой школе при университете Годвин получил степень доктора юриспруденции (англ. Juris Doctor). В 1988−1989 годы, во время обучения в правовой школе, он работал редактором студенческой газеты The Daily Texan. В начале 1990 года Годвин, знакомый со Стивом Джексоном по BBS Остина, помог ему в успешном судебном процессе против секретной службы США. Этот процесс нашёл отражение в книге Брюса Стерлинга «Подавление сопротивления хакеров: закон и беспорядки на электронной границе» (англ.).
В 1990 году Годвин устроился в фонд EFF. Он стал первым штатным юристом организации. В 1997 году он принимал участие в судебной тяжбе между генеральным прокурором Дженет Рино и Американским союзом защиты гражданских свобод, затрагивающей принятый годом ранее Акт о благопристойности при телекоммуникациях. Свои воспоминания об участии в этом процессе Годвин впоследствии отразил в своей книге Интернет-права.
Годвин также работал штатным юристом при Центре развития демократии и технологий[en], ведущим журналистом в IP Worldwide и обозревателем в The American Lawyer. Ныне Годвин числится редактором в журнале Reason, в котором публикует интервью с научными фантастами.
С 2003 по 2005 год Годвин числился штатным юристом в некоммерческой неправительственной организации Public Knowledge, занимающейся защитой интеллектуальной собственности. В то время он участвовал в процессе, оспаривавшем решение федерального агентства по связи о регулировании технических средств защиты авторских прав на телевидении. С октября 2005 по апрель 2007 года Годвин работал научным сотрудником в Йельской школе права, а также на факультете компьютерных наук Йельского университете, где входил в проект PORTIA.
С 3 июля 2007 года по 22 октября 2010 года Годвин был главным юрисконсультом фонда Викимедиа.
В январе 2009 года Годвин вошёл в совет директоров организации Student Press Law Center[en], а в марте 2011 года — в совет директоров Open Source Initiative.

## Закон Годвина
В 1990 году Годвин сформулировал закономерность, названную его именем:
По мере разрастания дискуссии в Usenet вероятность употребления сравнения с нацизмом или Гитлером стремится к единице.